# 218866 Alexantioch
218866 Alexantioch è un asteroide della fascia principale. Scoperto nel 2006, presenta un'orbita caratterizzata da un semiasse maggiore pari a 2,7124239 UA e da un'eccentricità di 0,0694258, inclinata di 7,56650° rispetto all'eclittica.